# The Elder Scrolls V: Skyrim – Dawnguard
The Elder Scrolls V: Skyrim – Dawnguard – pierwszy oficjalny dodatek do gry The Elder Scrolls V: Skyrim, stworzony przez Bethesda Game Studios i wydany przez Bethesda Softworks. Premiera dodatku na konsolę Xbox 360 miała miejsce 26 czerwca 2012 roku, zaś wersja na komputery osobiste ukazała się 2 sierpnia tego samego roku. Ze względu na problemy techniczne wersja na konsolę PlayStation 3 wydana została dopiero 26 lutego 2013 roku.
Fabuła Dawnguard opowiada o starożytnej przepowiedni zapisanej w Prastarym Zwoju. Reaktywowani zostają Obrońcy Świtu (ang. Dawnguard) – organizacja zajmująca się polowaniem na wampiry. Celem Obrońców jest niedopuszczenie do powrotu potężnego klanu wampirów Volkihar, którego lider, lord Harkon, zamierza na stałe zgasić słońce.

## Fabuła
Gracz może rozpocząć wątek fabularny Dawnguard na kilka sposobów, dowiadując się o reaktywacji organizacji zwanej Obrońcami Świtu i wyruszając do jej siedziby, Twierdzy Świtu. Na miejscu poznaje Israna, który informuje bohatera, że postanowił reaktywować organizację w związku ze wzmagającą się aktywnością wampirów. Smocze Dziecię otrzymuje od Israna kuszę i zadanie zbadania ruin, którymi interesują się wampiry. Podczas eksploracji podziemi bohater spotyka Seranę – wampirzycę uwięzioną w sarkofagu wraz z Prastarym Zwojem. Serana prosi Smocze Dziecię o odeskortowanie jej do domu, położonego u wybrzeży Skyrim zamku Volkihar. Po dotarciu do zamku ojciec Serany, lord Harkon, w zamian za bezpieczne sprowadzenie córki oferuje Smoczemu Dziecięciu możliwość zostania lordem wampirów bądź, w drodze wyjątku, bezpieczne opuszczenie zamku i powrót do Obrońców.

### Ścieżka klanu Volkihar
Zaakceptowawszy propozycję Harkona, gracz zostaje przez niego ugryziony i zamieniony w lorda wampirów. Harkon uczy Smocze Dziecię korzystać z nowych umiejętności, po czym wysyła na misję mającą na celu odzyskanie wampiryczny artefakt zwany Kielichem Krwawego Kamienia. Bohater odzyskawszy Kielich zostaje zaatakowany przez dwa wampiry z klanu Volkihar chcące obalić Harkona, udaje mu się je jednak pokonać i wrócić do zamku.
Po odzyskaniu Kielicha Harkon zaczyna rozpuszczać fałszywe pogłoski o odnalezieniu w Skyrim Prastarego Zwoju, chcąc zwabić do krainy kapłana Ćmy – osobę potrafiącą odczytać Zwoje – aby odczytał on zwój z przepowiednią, z którym uwięziona została Serana. Po przybyciu kapłana do Skyrim Smocze Dziecię porywa go i zamienia w swojego niewolnika, zmuszając do odczytania Zwoju. Lektura wyjawia, że aby spełnić przepowiednię potrzebny jest artefakt zwany Łukiem Auriela i dwa kolejne Zwoje. Jeden z nich znajduje się w krasnoludzkich ruinach i zostaje zdobyty przez gracza w ramach wykonywania głównego wątku fabularnego. Drugi został zabrany przez matkę Serany, Valericę, kiedy ta uciekła z zamku. Celem jego odzyskania bohater i Serana wyruszają do nadprzyrodzonej domeny znanej jako Kopiec Dusz, gdzie odnajdują Valericę i zdobywają Zwój. Valerica ostrzega, że Harkona należy zabić, inaczej ten zabije Seranę aby wypełnić przepowiednię.
Dzięki zwojom bohater poznaje lokalizację Łuku. Okazuje się jednak, że aby go zdobyć, konieczne jest przejście serii prób i pokonanie strzegącego go Vyrthura. Podczas konfrontacji wychodzi na jaw, że Vyrthur jest wampirem i autorem przepowiedni, mającej na celu spowicie Tamriel w ciemnościach i osłabienie władzy boga Auri-Ela jako zemstę za to, że ten odwrócił się od Vyrthura, gdy ten został zamieniony w wampira.
Po odzyskaniu Łuku Smocze Dziecię i Serana konfrontują się z lordem Harkonem, zgładzając go i zażegnując groźbę wiszącą nad Tamriel i Seraną.

### Ścieżka Obrońców Świtu
Jeśli gracz nie przystał na propozycję Harkona, postać wraca do Twierdzy Świtu, gdzie Isran wysyła go na misję odnalezienia i przekonania do sprawy dawnych kompanów Israna, z którymi ten się poróżnił. Sprowadziwszy ich do Twierdzy okazuje się, że Serana postanowiła przystać do Obrońców, dostarczając informacji o planach swojego ojca i obiecując pomoc w powstrzymaniu go. Od tego momentu fabuła ścieżki Obrońców Świtu, z wyjątkiem pewnych szczegółów, przebiega i kończy się identycznie jak ścieżka wampirów. Ukończywszy fabułę po stronie Obrońców, pojawia się możliwość przekonania Serany, aby wyleczyła się z wampiryzmu i powróciła do śmiertelnej postaci.

## Rozgrywka
Gracz może sprzymierzyć się z Obrońcami Świtu bądź z klanem Volkihar, stając się lordem wampirów. W zależności od obranej strony, postać uzyska dostęp do jednej z dwóch baz wypadowych – Twierdzy Świtu lub zamku Volkihar.
Dodatek wprowadza nowe zbroje, umiejętności i bronie, w tym m.in. kuszę Obrońców Świtu. Kusze, w przeciwieństwie do obecnych w grze od samego początku łuków, zadają większe obrażenia, wymagają jednak więcej czasu na przeładowanie. Zdolność korzystania z kuszy przypisana jest do istniejącego wcześniej drzewka „Łucznictwo” – rozwijanie tej umiejętności wpływa zarówno na skuteczność posługiwania się łukiem, jak i kuszą. We własnym zakresie można stworzyć bełty do kusz, jak również zakląć je odpowiednimi zaklęciami celem zwiększenia zadawanych obrażeń.
W przypadku przystąpienia do klanu Volkihar gracz zyskuje możliwość zamieniania się w lorda wampirów, podobnie jak wcześniej mógł zamieniać się w wilkołaka. W przeciwieństwie do likantropa, w wampira zamieniać można się częściej niż raz dziennie. Zostanie wampirem dodaje również nowe drzewko umiejętności, wzorowane na istniejącym wcześniej drzewku wilkołaka, pozwalające na rozwinięcie jedenastu wampirycznych cech.

## Dystrybucja
Pierwsza oficjalna informacja o dodatku pojawiła się 1 maja 2012 roku na blogu Bethesdy. 31 maja opublikowano pierwszy zwiastun. Na targach Electronic Entertainment Expo 2012 zaprezentowano pierwsze fragmenty rozgrywki.
Oficjalna premiera dodatku w Polsce miała miejsce 2 listopada 2012 roku. Tego dnia Dawnguard w pełnej polskiej wersji językowej pojawił się w usłudze Steam. Do sklepów trafiło również pudełkowe wydanie, nie zawierało ono jednak płyty z instalatorem, a instrukcję do gry w języku polskim i kartkę z nadrukowanym kodem uprawniającym do pobrania Dawnguard ze Steam.
Dodatek nie jest dostępny samodzielnie w wersji płytowej, aczkolwiek znajduje się w wydanym 4 czerwca 2013 roku wydaniu zbiorczym The Elder Scrolls V: Skyrim Legendary Edition, zawierającym podstawową wersję gry wraz ze wszystkimi dodatkami (Dawnguard, Hearthfire i Dragonborn), oraz w wydawnictwie The Elder Scrolls Anthology, zawierającym wszystkie części serii The Elder Scrolls wraz z dodatkami.

## Oceny
Dodatek spotkał się z pozytywnym odbiorem zarówno ze strony graczy, jak i krytyków.
Serwis IGN stwierdził w swojej recenzji, że „Dawnguard nie jest tak treściwe i spójne” jak Shivering Isles (pierwszy dodatek do poprzedniej części serii), ale jest warty zakupu. Recenzent „The Guardian” był pod wrażeniem zawartości dodatku, jednak jako element uprzykrzający zabawę wymienił liczne bugi. Miesięcznik „Wired UK” wyraził się o dodatku pozytywnie, opisując go jako ciekawy i posiadający ciekawą fabułę, z kolei serwis GameSpot chwalił m.in. „znakomite nowe lokacje” oraz to, że „bycie lordem wampirów jest pociesznie złe”, z drugiej strony „jest jednak upierdliwe”, zaś gra cierpi na szereg bugów.

### Problemy techniczne
Chociaż na konsoli Xbox 360 i pecetach dodatek zadebiutował w połowie 2012 roku, premiera wersji przeznaczonej na konsolę PlayStation 3 znacząco się opóźniła. Za pośrednictwem swojego oficjalnego forum Bethesda wydała następujące oświadczenie: „PlayStation 3 to potężne urządzenie i ciężko pracujemy, aby dostarczyć wam oczekiwaną przez was zawartość. Dawnguard nie jest jednak jedynym rozszerzeniem, nad jakim pracujemy, dlatego wprowadzonej nowej zawartości jest sprawą jeszcze bardziej skomplikowaną. Pracujemy wraz z Sony nad rozwiązaniem różnych problemów, aby dostarczyć wam nową zawartość”. 17 października 2012 roku na oficjalnym twitterze Bethesdy pojawił się komunikat: „Wciąż pracujemy nad darmowymi poprawkami, płatną zawartością i innymi rzeczami dla fanów Skyrim. Dziękujemy wam za wsparcie i cierpliwość”. 18 stycznia 2013 roku ujawniono, że Dawnguard prawdopodobnie pojawi się w usłudze PlayStation Network w lutym. Ostatecznie dodatek zadebiutował na konsoli Sony 26 lutego 2013 roku.